# دیوخانه پایین
دیوخانه پایین (به لاتین: Div Khaneh-ye Pa'in) یک منطقهٔ مسکونی در افغانستان است که در ولایت بامیان واقع شده‌است.